# La Fracture (film, 2019)
Pour le film réalisé par Catherine Corsini, voir La Fracture (film, 2021).
Pour plus de détails, voir Fiche technique et Distribution.
La Fracture (Fractured) est un thriller américain écrit par Alan B. McElroy et réalisé par Brad Anderson, sorti en 2019.

## Synopsis
Alors qu'ils vont rendre visite à leur famille, Joanne et Ray Monroe, accompagnés de leur petite fille Peri, se disputent en voiture. Ils s'arrêtent dans une station-service où l'enfant est victime d'un accident et se casse le bras. Ray et Joanne se précipitent aux urgences les plus proches. Alors que sa femme accompagne Peri à un examen au scanner, Ray s'endort dans le hall d'accueil. Mais lorsqu'il se réveille, le cauchemar commence. En effet, son épouse et sa fille ont disparu et le personnel de l'hôpital ne retrouve aucune trace de leur venue dans l'établissement.

## Fiche technique
- Titre original : Fractured
- Titre français : La Fracture
- Réalisation : Brad Anderson
- Scénario : Alan B. McElroy
- Montage : Robert Mead
- Photographie : Björn Charpentier
- Production : Neal Edelstein, Mike Macari et Paul Schiff (en)
- Société de production : Koji Productions, Crow Island Films, Macari/Edelstein et Paul Schiff Productions
- Société de distribution : Netflix
- Pays de production :  États-Unis
- Langue originale : anglais
- Format : couleur
- Genre : thriller
- Durée : 100 minutes[1]
- Date de sortie  :
  - Monde : 11 octobre 2019 sur Netflix[2]

## Distribution
- Sam Worthington (VF : Franck Sportis) : Ray Monroe
- Lily Rabe (VF : Marianne Leroux) : Joanne Monroe
- Lucy Capri (VF : Jennifer Fauveau) : Peri Monroe
- Stephen Tobolowsky (VF : Michel Papineschi) : Dr Berthram
- Adjoa Andoh (VF : Annie Milon) : Dr Jacobs
- Chris Sigurdson (VF : Marc Bretonnière) : Dr Lucado
- Shane Dean : l'agent Griggs
- Lauren Cochrane (VF : Elsa Bougerie) : l'agent Childes
- Chad Bruce : Jeff, le vigile de l'hôpital
- Stephanie Sy : Anne, l'infirmière
- Muriel Hogue : l'employée de la station-service